# سارة كوبيرن
سارة كوبيرن (بالإنجليزية: Sarah Coburn)‏ هي مغنية أوبرا ومغنية أمريكية، ولدت في 4 أغسطس 1977 في بطرسبرغ في الولايات المتحدة.

## وصلات خارجية
- الموقع الرسمي